# قتل الیاس محمدی
قتل الیاس محمدی نام پرونده‌ای جنایی است که به کشتن عمدی یک پاک‌بان در تهران اشاره دارد.

## شرح واقعه
در بهمن‌ماه ۱۴۰۲ خبری مبنی بر قتل یک پاک‌بان در حوالی پل نیایش تهران منتشر شد. ارتکاب این قتل مربوط به دو روز پیش از راهپیمایی ۲۲ بهمن بود، اما جزئیات خبرش چند روز بعد عمومی شد. همشهری‌آنلاین در خبری که بعداً از وبسایتش حذف کرد، به‌نقل از قاتل نوشت: «من در حال گذر از آن مسیر بودم که ناگهان چشمم به مقتول و دوستانش افتاد. تصور کردم که آنها قصد دارند پرچم‌هایی که کنار اتوبان نصب شده بود را سرقت کنند.» او ادامه می‌دهد که پس از دیدن این صحنه با پلیس هم تماس گرفته، اما بعد تصمیم می‌گیرد شخصاً دخالت کند و پس از شروع به درگیری، مقتول را از بالای پل به پایین پرت می‌کند و پس از آن چند ماشین نیز از روی پیکر مقتول عبور می‌کنند. قاتل پس از ارتکاب قتل دیگر پاک‌بانان را هم تهدید کرد که اگر دنبالش کنند آنها را نیز به پایین پل پرتاب خواهد کرد. او پس از واقعه سوار ماشینش شد و با همراهانش فرار کرد.
هویت مقتول تا چند روز مبهم بود و رسانه‌ها از اطلاع‌رسانی دربارهٔ پرونده منع شدند. زاکانی شهردار تهران در پاسخ به انتقادها دربارهٔ پنهان‌کاری پیرامون این جنایت گفت: «شهرداری پیگیر حق و حقوق پاکبان فوت شده‌است اما بیان ابعاد و جزئیات مرگ پاکبان از حوزه اختیارات ما خارج است». پس از آن بود که منابعی او را «الیاس محمدی» و افغانستانی معرفی کردند. روزنامه اعتماد در شماره روز هشتم اسفند خود، براساس مصاحبه با یکی از نزدیکان مقتول، اطلاعات تازه‌ای از الیاس محمدی منتشر کرد. طبق این گزارش، او روزها در میوه‌فروشی کار می‌کرده و شب‌ها به عنوان کارگر شهرداری، دیواره‌های روگذر اتوبان‌ها را تمیز می‌کرده‌است و پس از پایان کار در یکی از کانکس‌های شهرداری، شب را به روز می‌رسانده‌است. او چون تبعه ایران نبوده از بیمه از محروم می‌ماند.
چند روز پس از قتل، جنازه مقتول به برادرش تحویل داده می‌شود تا برای خاکسپاری از ایران خارج شود.